# Gare d'Aubigny-en-Artois
Ne doit pas être confondu avec Gare d'Aubigny-au-Bac.
La gare d'Aubigny-en-Artois est une gare ferroviaire française de la ligne d'Arras à Saint-Pol-sur-Ternoise, située sur le territoire de la commune d'Aubigny-en-Artois, dans le département du Pas-de-Calais, en région Hauts-de-France.
C'est une halte voyageurs de la Société nationale des chemins de fer français (SNCF), desservie par des trains TER Hauts-de-France.

## Situation ferroviaire
Établie à 92 mètres d'altitude, la gare d'Aubigny-en-Artois est située au point kilométrique (PK) 210,9 de la ligne d'Arras à Saint-Pol-sur-Ternoise entre les gares de Frévin-Capelle et de Savy-Berlette.

## Service des voyageurs

### Accueil
Halte SNCF, c'est un point d'arrêt non géré (PANG) à accès libre. Elle est équipée d'un automate pour l'achat de titres de transport.

### Desserte
Aubigny-en-Artois est desservie par des trains TER Hauts-de-France, qui effectuent des missions entre les gares d'Arras et de Saint-Pol-sur-Ternoise.

### Intermodalité
Un parc pour les vélos et un parking pour les véhicules y sont aménagés.

## Galerie de photographies

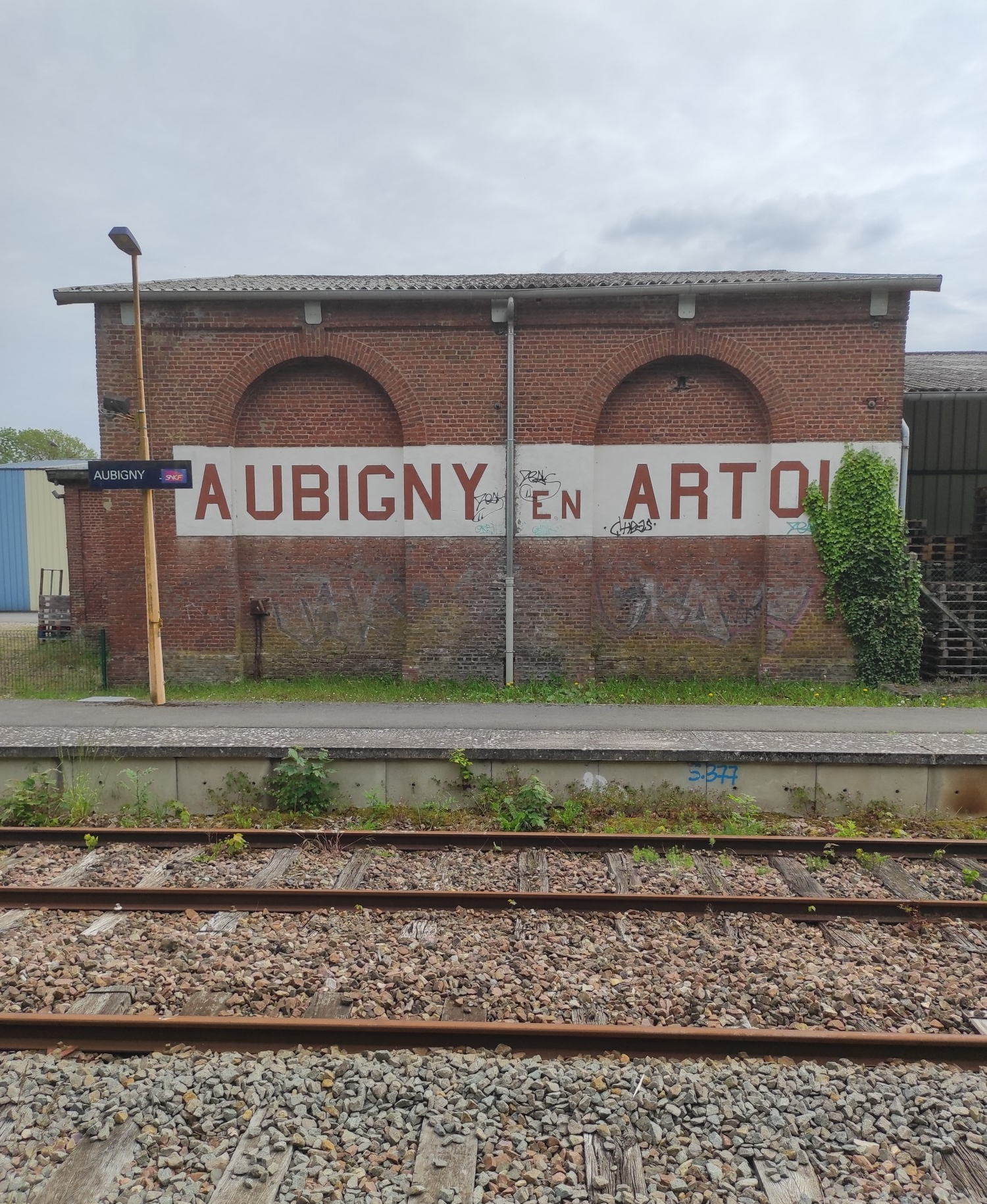
Ancienne halle à marchandises, abandonnée et partiellement détruite.
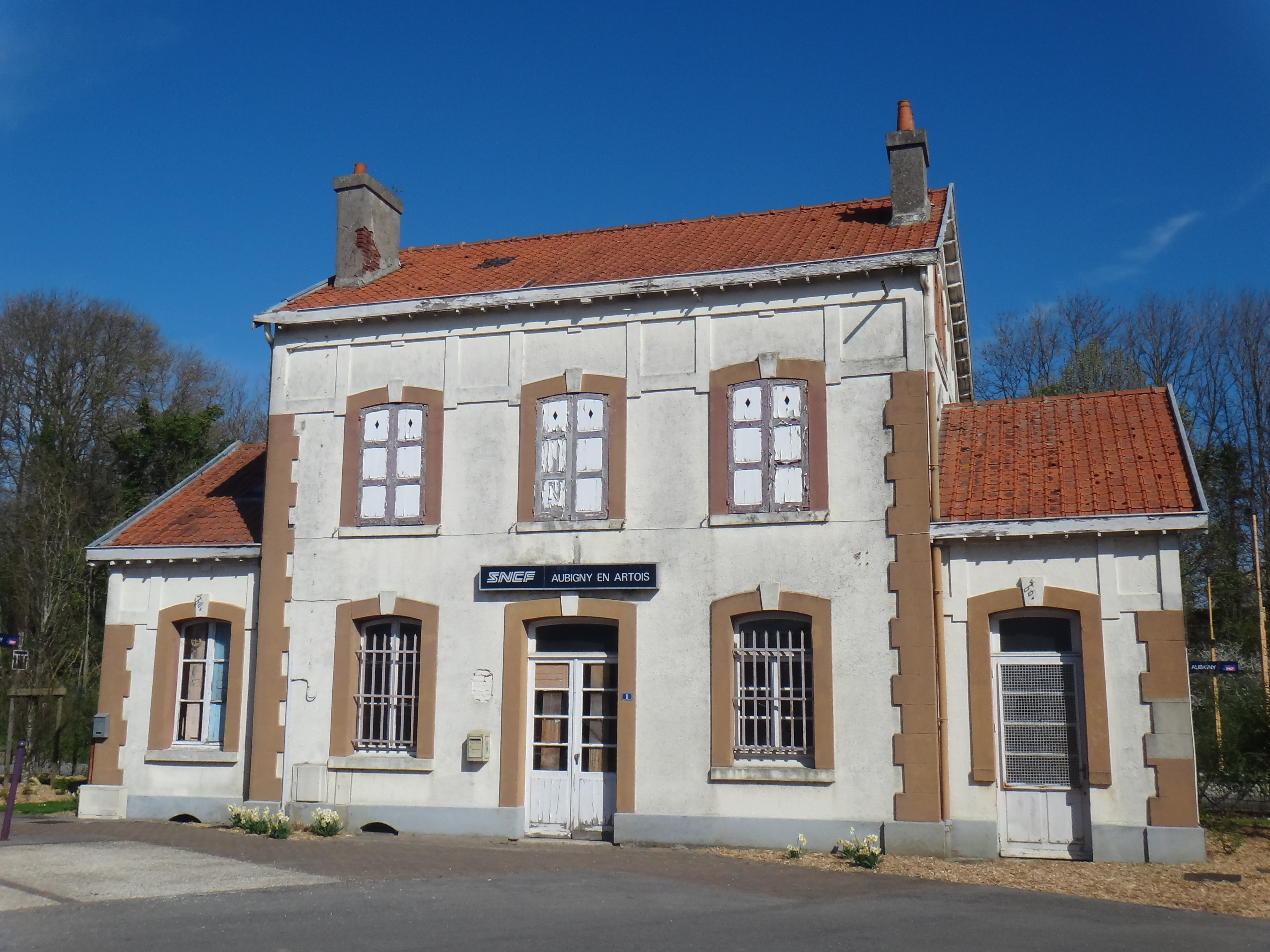
Ancien bâtiment voyageurs, avant sa rénovation.